# Galaveyson
Der Galaveyson ist ein kleiner Fluss in Frankreich, der in der Region Auvergne-Rhône-Alpes verläuft. Er entspringt im Gemeindegebiet von Roybon, entwässert generell in westlicher Richtung durch die Landschaft Chambaran, am Südrand des gleichnamigen militärischen Übungsgeländes Champ de Tir de Chambaran und mündet nach rund 17 Kilometern an der Gemeindegrenze von Le Grand-Serre und Hauterives als rechter Nebenfluss in die Galaure. Auf seinem Weg tangiert der Galaveyson die Départements Isère und Drôme.

## Orte am Fluss
(Reihenfolge in Fließrichtung)
- Maison Rambaud, Gemeinde Roybon
- Camp de Chambaran, Gemeinde Viriville
- Bretonière, Gemeinde Montfalcon
- Les Girauds, Gemeinde Saint-Clair-sur-Galaure
- Le Grand-Serre
- La Massetière, Gemeinde Hauterives